# خوان باردو
خوان باردو (بالإسبانية: Juan Pardo)‏ هو مستكشف إسباني، (و. القرن 16  م).